# Das (Catalonia)
das este o localitate în Spania în comunitatea Catalonia în provincia Girona. În 2006 avea o populație de 176 locuitori.

Municipiu din Das

1. ↑   (PDF) http://media.seu-e.cat/acteca/1706170005/2015/31c3f902-8d2e-4029-bba1-75243f005fba/ACTA%20DE%20LA%20SESSI%d3%20DE%20CONSTITUCI%d3%2013062015.pdf, accesat în 3 martie 2021 Lipsește sau este vid: |title= (ajutor)
2. 1 2   http://www.idescat.cat/pub/?id=aec&n=925&t=2016 Lipsește sau este vid: |title= (ajutor)